# Bruno Cirillo
Bruno Cirillo (Castellammare di Stabia, 21 de març de 1977) és un futbolista italià, que ocupa la posició de defensa.

## Trajectòria
Inicia la seua carrera a les files inferiors del Reggina, i comença a tindre regularitat amb el primer equip després d'una cessió al modest Tricase, de la Serie C2. L'estiu de 1999, torna al Reggina per contribuir a l'ascens a la Serie A. A l'any següent qualla una bona temporada, en la qual disputa 32 partits i marca dos gols.
L'any 2000 fitxa per l'Inter de Milà, on només passa una temporada abans de recalar a l'US Lecce. La temporada 02/03 regresa al Reggina, en qualitat de cedit. També seria cedit a l'AC Siena.
El 2005 marxa a l'AEK Atenes. Hi milita dues temporades al conjunt grec, on és titular. El juliol del 2007 s'incorpora a les files del Llevant UE, però els problemes econòmics de l'equip valencià fan que al mercat d'hivern deixen el club, i el defensa retorna a la Reggina.
A la temporada 09/10 va tornar de nou a Grècia, aquest cop al PAOK FC.

## Internacional
Cirillo va participar amb la selecció d' Itàlia sub-21 que va guanyar l'Europeu de l'any 2000. Eixe any també va estar present als Jocs Olímpics de Sydney.